# イノベーティブ・ジャパンプロジェクト
KOSEN発“イノベーティブ・ジャパン”プロジェクト（INNOVATIVE JAPAN PROJECT）は、日本の産学連携機関。文部科学省平成24年度大学間連携共同教育推進事業。

## 概要
「イノベーティブ・エンジニアを育成するための教育体制を確立し、新たな基幹産業とイノベーションへの貢献を目指します。」のものと、エンジニア教育において学生のイノベーション能力涵養を強く促すために、7つの工業高等専門学校が連携して教育課程を創り出すのを目的とする。
学生に現実の社会問題に対峙させ、ユーザーとの対話から問題の工学的解決法を生み出すことを研究させる。
連携によって、各校の取組みや成果の融合及び学生同士の交流学習を可能にする。さらに教育効果の評価を確実なものにし、学生と教員による連続ワークショップ、Webや紙面を通しての社会への発信を行い、日本の強みを生かしたエンジニアリング・デザイン科目とテキスト開発を行う。
もって高専教育を始めとする工学教育の将来像を提示する。

## 業績
主な活動業績は、次のとおりである。
- 社会実装教育
- 高専研究
- ワークショップ

## 参加校
- 一関工業高等専門学校
- 小山工業高等専門学校
- 東京工業高等専門学校
- 長野工業高等専門学校
- 沼津工業高等専門学校
- 和歌山工業高等専門学校
- 沖縄工業高等専門学校